# Boğaziçi Esrarı
Boğaziçi Esrarı – turecki film krótkometrażowy z 1922 roku.